# Óscar. Una pasión surrealista
Pour plus de détails, voir Fiche technique et Distribution.
Óscar. Una pasión surrealista est un film espagnol réalisé en 2008 par Lucas Fernández.

## Synopsis
Le film s'inspire de la biographie d'Óscar Domínguez.

## Fiche technique
- Titre : Camino
- Réalisation : Lucas Fernández
- Scénario : Lucas Fernández, Eduardo del Llano
- Photographie :
- Sociétés de production : Report Line
- Musique :
- Société de distribution :
- Langue : Espagnol
- Pays :  Espagne
- Lieux de tournage : Madrid, Espagne
- Genre : Film biographique, drame
- Durée : 108 minutes (1 h 48)
- Date de sortie :
  -  Espagne 22 février 2008
  -  Uruguay 9 février 2015

## Distribution
- Joaquim de Almeida : Oscar Domínguez
- Victoria Abril : Ana
- Emma Suárez : Eva
- Jorge Perugorría : Román
- Jack Taylor
- Paola Bontempi (es) : Roma
- Toni Cantó : Estrada
- Caco Senante (es) : Montero
- Vicente Ayala : Eduardo Westerdahl
- Vanesa Cabeza : Antonia
- Antonio Cifo : André Breton
- José Conde (es) : Clément
- Lourenço de Almeida : Oscar à 12 ans
- José Luis de Madariaga : Manuel Piedrahíta
- Rodrigo Frías : Antonio